# Jara (Vorname)
Jara ist ein überwiegend weiblicher Vorname.

## Herkunft und Bedeutung
Für den Vornamen Jara kommen verschiedene Herleitungen in Frage.
- slawische Kurzform verschiedener Namen, die das Element jaro „energetisch“, „leidenschaftlich“, „tatkräftig“[1] beinhalten[2][3], insbesondere Jarmila[4]
- baskische Variante von Jare „frei“, „befreien“[3][5]
- spanisch jara [ˈxa.ɾa] „Zistrose“[3]
- Variante von Jari[2], von altnordisch jara „Streit“[6]

Gelegentlich wird der Name auch als Variante von Jaara, hebräisch יַעֲרָה jaʿᵃrâ, „Geißblatt“ oder Yara, persisch یارا yārā, „Mut“, „Kraft“, „Fähigkeit“ gedeutet.
Darüber kommt der Name Jara, hebräisch יַעְרָה jaʿrâ, in der Bibel unter den Nachkommen Sauls als Männername vor (1 Chr 9,42 ). Hier wird er als Schreibfehler von der Wurzel עדה ʿdh gedeutet und mit „[JHWH] hat erkannt“, „[JHWH] weiß“ übersetzt.

## Verbreitung
In den Niederlanden wird der Name Jara seit den 90er Jahren vergeben. Besonders in den 2000er-Jahren wurde er gerne vergeben, blieb jedoch selten. Die meisten Registrationen des Namens wurden im Jahr 2004 vermeldet, als 76 Personen erfasst wurden. Im Jahr 2022 stand der Name auf Rang 374 der Vornamenscharts.
In Spanien steigt der Name seit den 1980er Jahren in den Vornamenscharts auf, wo er im Jahr 2010 Rang 200 erreichte.
In der Schweiz gehörte Jara von 2013 bis 2020 zu den 100 beliebtesten Mädchennamen. Als höchste Platzierung erreichte er im Jahr 2017 Rang 60 der Hitliste. Im Jahr 2021 belegte er in den Vornamenscharts Rang 119.
Der Vorname Jara wird in Deutschland relativ selten vergeben. Zwischen 2010 und 2022 wurde nur etwa 2000 Mädchen dieser Name gegeben. Dabei nahm seine Popularität jedoch zu. Am beliebtesten ist der Name in Norddeutschland. Im Jahr 2022 erreichte er auf der geschlechtsübergreifenden Hitliste mit Rang 557 die bislang höchste Platzierung. In der Liste der beliebtesten Mädchennamen wird er gemeinsam mit dem Namen Yara behandelt. Hier belegte Yara/Jara im Jahr 2022 Rang 125 der beliebtesten Mädchennamen, wobei ca. 42 % der Mädchen Jara genannt wurden und ca. 58 % den Namen Yara trugen.

## Bekannte Namensträger
- Jara Beneš (1897–1949), tschechischer Komponist